# Objection Overruled
Objection Overruled (рус. «Протест отклонён», юридический термин) — девятый студийный альбом группы Accept и первый, записанный после воссоединения группы, вышедший в 1993 году.

## Об альбоме
После того, как ставший продюсером барабанщик Accept Штефан Кауфманн принял деятельное участие в выпуске двойного концертного альбома Accept Staying a Life получившего широкий резонанс по всему миру, он вышел с инициативой воссоединения группы. Альбом, записанный в 1992 году и выпущенный в 1993 году занял высокие места в чартах, продемонстрировав классический стиль музыки Accept. Было проведено мировое турне, в рамках которого Accept впервые приехали в Россию и 10 мая 1993 года выступили в спорткомплексе Лужники. Похоже, именно с того выступления, будучи искренне удивлённым популярностью Accept в России, Удо Диркшнайдер стал испытывать особые чувства к этой стране.
Обложка альбома содержит фото, снятое Вольфом Хоффманном за несколько часов до печати конверта.

## Список композиций
Все песни написаны Accept и Deaffy
1. «Objection Overruled» («Протест отклоняется») — 3:38
2. «I Don’t Wanna Be Like You» («Я не хочу быть таким, как ты») — 4:19
3. «Protectors Of Terror» («Покровители террора») — 4:03
4. «Slaves To Metal» («Рабы металла») — 4:37
5. «All Or Nothing» («Всё или ничего»)— 4:32
6. «Bulletproof» («Пуленепробиваемый») — 5:05
7. «Amamos La Vida» («Мы любим жизнь») — 4:39
8. «Sick, Dirty And Mean» («Безбашенный, грязный и подлый») — 4:33
9. «Donation» («Пожертвование») — 4:48
10. «Just By My Own» («Просто от себя»)— 3:29
11. «This One’s For You» («Это для тебя») — 4:10

На японском издании находится бонус-трек Rich and Famous («Богатый и знаменитый»)

## Синглы
- I Don’t Wanna Be Like You (1992)
- All Or Nothing (1992)
- This One’s For You (1993)
- Slaves To Metal (1993)

## Видео
- Protectors Of Terror (1992)

## Некоторые релизы
- Objection Overruled (RCA, 74321 12466-1), LP, Германия, 1993
- Objection Overruled (RCA, 150.7054), LP, Бразилия, 1993
- Objection Overruled (RCA, 74321 12466-2), CD, Германия, 1993
- Objection Overruled (CMC International, 6203), CD, США, Канада 19.07.1993
- Objection Overruled (JVC Victor, VICP 5210), CD, Япония, 1993
- Objection Overruled (Nuclear Blast, 6761), CD, США, 2000

## Чарты
- Швеция 21 место
- Финляндия 5 место
- Швейцария 22 место
- Норвегия 24 место
- Германия 17 место

## Участники записи
- Удо Диркшнайдер — вокал
- Вольф Хоффман, — гитара
- Петер Балтес — бас-гитара
- Штефан Кауфманн — ударные